# Međunarodni festival turističkog i ekološkog filma – Silafest
Međunarodni festival turističkog i ekološkog filma – Silafest je manifestacija takmičarskog tipa koja se od 2009. godine održava na obali Dunava u mestu Veliko Gradište. Festival se pre svega koncentriše na promotivne i dokumentarne filmove u dužini do 30 minuta. Silafest je deo lanca Međunarodnog komiteta festivala turističkih filmova – CIFFT, i svake godine okuplja autore iz celog sveta, organizujući program koji pored projekcije filmova sadži i prateći program koji se sastoji iz različitih muzičkih, gastronomskih i zabavnih sadžaja, kao i organizovane turističke eskurzije.

## Nagrade

#### Grand prix
Najbolja produkcija dodeljuje se filmu koji je po mišljenju stručnog žirija bio najbolji u kategoriji
- Dokumentarnog filma,
- Najboljeg kratkog dokumentarnog filma,
- Najbolje reklame,
- Najboljeg promotivnog filma,
- Najbolje video kampanje

Plavi Dunav
Nagrada Plavi Dunav deli se u tri kategorije:
- Promocija grada;
- Promocija regije;
- Promocija države;
- Turistički servis;
- Turistički product;
- Nezavisni trevel video

Beli bagrem
- Najbolju opšti senzibilitet filma,
- Najbolju autorsku muziku,
- Najbolju kameru,
- Najbolju montažu,
- Najbolju režiju

Specijalna nagrada žirija
Nagrada za finaliste Festivala

#### Grand prix u nacionalnoj kategoriji
Zlatni i Srebrni Pincum
Nagrade Zlatni i Srebrni Pincumdodeljuju se najviše plasiranim Srpskim filmovima u kategoriji turističkog i ekološkog filma.
O dodeli nagrada odlučuje četvoročlani stručni žiri.

## Filmovi

#### Neki od filmskih ostvarenja sa[3]SIilafesta:
- Belgrade walk through history & culture – Srbija

- Carinthia – its my life! – Austrija
- Costa do vizir beach village & spa – Portugal
- Lithuania: discover colours you never knew existed – Litvanija
- Extermadura – everything you can imagine where you wouldn’t imagine it – Španija
- Jane meets madrid – Španija
- Kulturne rute –inovativni alat u razvoju i povećavanju atraktivnosti ruralnih područja – Hrvatksa
- Let`s go shopping – Bugarska
- Tourism centre of portugal i no pain no gain – Portugal
- Ustka – become the master of leisure – Poljska
- Vilnius amazing wherever you  think it is – Litvanija
- Feel the call – Portugal
- Inspiration and comfort timeless yukiguni –Japan
- Loznica 2020 promo film – Srbija
- Natural braga – Portugal
- Valencia, destination of the holy grail – Španija
- Wine tales – Italija
- Kitzbühel 365 – new worlds new cosmos new wonders – Austrija
- Time to #stayhome – turn to nature and dream – Slovenija
- What does la palma taste like – Španija
- Camping life – Španija